# Конституційний суд Чеської Республіки
Конституційний суд Чеської Республіки (чеськ. Ústavní soud České republiky) — судовий орган конституційної юрисдикції у Чехії. Головне завдання полягає у забезпеченні конституційності законів та інших правових актів та захисті фундаментальних прав осіб, на основі конституційного ладу Чеської Республіки.
Суд складається з Голови, двох його заступників та інших суддів конституційного суду (всього п'ятнадцять суддів конституційного суду, строк повноважень яких становить десять років (ч. 1 ст. 84 Конституції Чеської Республіки) .
Діє на підставі Закону Чеської Республіки від 16 червня 1993 р. "Про Конституційний суд" . 